# トラモンターナ (潜水艦)
トラモンターナ（スペイン語：Tramontana, S 74）は、スペイン海軍の潜水艦。ガレルナ級潜水艦の4番艦。艦名は北部スペインにおける「山向こうから吹く北風」を意味するスペイン語に由来する。

## 艦歴
「トラモンターナ」は、バサンカルタヘナ造船所で建造され、1984年11月30日にナルシス・セラ国防大臣の妻ドナ・コンセプシオン・ビジャルバ・イバニェスにより命名され進水し、1985年12月30日に就役しカルタヘナ基地に配備される。
1989年11月には映画「ネイビー・シールズ」の撮影に協力する。
2002年にセウタの西にあるペレヒル島の回復作戦（es:Desalojo de la isla Perejil）に参加。
2007年9月、ナバンティアの施設にて入渠中のところ、アルフォンソ12世埠頭に激突する事故が発生した。
2009年9月に再び修理され、カルタゴ09演習（Cartago'09）に参加し、潜水艦事故の訓練を実施する。
2011年3月にはリビア飛行禁止空域での海上封鎖任務のためにリビア沖へ派遣される。
2009年時点での母港はカルタヘナ基地。
2024年2月16日、退役。